# Adam Christodoulou
Adam Robert Christodoulou (ur. 11 czerwca 1989 roku w Lichfield) – brytyjski kierowca wyścigowy.

## Kariera

### Formuła Renault
Adam karierę rozpoczął, jak większość kierowców, od startów w kartingu. W 2006 roku zadebiutował w serii wyścigów samochodów jednomiejscowych – zimowej edycji Brytyjskiej Formuły Renault. Zdobyte punkty w czterech wyścigach sklasyfikowały go na 10. miejscu w końcowej klasyfikacji.
W sezonie 2007 brał udział w głównym cyklu tego serialu. Brytyjczyk kilkakrotnie stanął na podium, jednak nie udało mu się zwyciężyć, pomimo trzykrotnego startu z pole position. Ostatecznie w klasyfikacji generalnej uplasował się na 4. pozycji. Christodoulou wystartował także w ośmiu wyścigach północnoeuropejskiego pucharu Formuły Renault. Dzięki solidnej zdobyczy, Adam sklasyfikowany został na 8. lokacie. Pod koniec sezonu ponownie wziął udział w zimowej edycji. Tym razem jednak był jednym z czołowych zawodników, kończąc ostatecznie zmagania na 3. miejscu.
W 2008 roku Christodoulou sięgnął po tytuł mistrzowski brytyjskiej serii. W trakcie sezonu dwunastokrotnie meldował się w czołowej trójce, z czego ośmiokrotnie na najwyższym stopniu. Brytyjczyk sześciokrotnie sięgnął również po pole position, a także czterokrotnie ustanowił najlepszy czas okrążenia.

### Mistrzostwa Star Mazda
W sezonie 2009 Adam wyjechał do USA, gdzie rozpoczął starty w Mistrzostwach Star Mazda. Już w pierwszym podejściu został jej mistrzem, będąc trzykrotnie na najwyższym stopniu podium, a także dwukrotnie najlepszy w sesji kwalifikacyjnej.

### Wyścigi samochodów sportowych
W 2010 roku Brytyjczyk zadebiutował w wyścigach samochodów sportowych, biorąc udział w 24-godzinnym wyścigu "Rolex Sports Car Series".

## Statystyki
| Sezon | Seria                                         | Zespół          | Wyścigi | PP | Zwycięstwa | Punkty | Poz. koń. |
| 2006  | Brytyjska Formuła Renault (zimowa edycja)     | AKA Lemac       | 4       | 0  | 0          | 43     | 10        |
| 2007  | Brytyjska Formuła Renault                     | AKA Cobra       | 20      | 3  | 0          | 384    | 4         |
| 2007  | Północnoeuropejski Puchar Formuły Renault 2.0 | AKA Cobra       | 8       | 0  | 0          | 137    | 8         |
| 2007  | Brytyjska Formuła Renault (zimowa edycja)     | AKA Cobra       | 4       | 0  | 0          | 82     | 3         |
| 2008  | Brytyjska Formuła Renault                     | CR Scuderia     | 20      | 6  | 7          | 472    | 1         |
| 2009  | Star Mazda                                    | JDC Motorsports | 13      | 2  | 3          | 473    | 1         |